# 추풍령초등학교
추풍령초등학교는 대한민국 충청북도 영동군 추풍령면 추풍령리에 있는 공립 초등학교이다.

## 학교 연혁
- 1923년 6월 1일 추풍령공립보통학교 개교(설립인가 2월 23일)
- 1938년 4월 1일 황금공립심상소학교로 개칭[1]
- 1941년 4월 1일 황금공립국민학교로 개칭[2]
- 1948년 12월 16일 추풍령국민학교로 개명
- 1988년 3월 1일 계룡분교장, 죽전분교장 통폐합
- 1995년 3월 1일 신안분교장 통폐합
- 1996년 3월 1일 추풍령초등학교로 개칭[3]
- 2016년 2월 12일 제92회 졸업(졸업생 8,077명)
- 2017년 2월 16일 제93회 졸업(졸업생 8,082명)
- 2017년 9월 1일  제37대 이장건 교장 부임
- 2018년 2월 9일 제94회 졸업(졸업생 8,091명)
- 2019년 1월 8일 제95회 졸업(졸업생 8,099명)
- 2020년 1월 9일 제96회 졸업(졸업생 8,109명)

## 참고 자료
- 추풍령초등학교 - 한국교육학술정보원 학교알리미